# Pol-e Alam
Pol-e Alam o Pul-i-Alam (paixtu: پل علم) és una ciutat de l'Afganistan, capital de la província de Logar i del districte de Pul-i-Alam. El districte té una població de 108.000 habitants de majoria paixtu, però amb tadjiks, hazares i altres.